# 上亀田
上亀田（かみかめだ）は、福島県郡山市に所在する字である。郵便番号は963-8031。

## 地理
郡山市役所本庁所管地域である旧郡山地区に属し、住所としては「郡山市字上亀田」と表記される。北で富田町、東で下亀田、南で亀田、西で亀田川の河川区域として細長く伸びる富田町を挟み希望ヶ丘とそれぞれ隣接する。また域内中央部に周囲をすべて当字で囲まれた葉ノ木谷地が位置する。東日本旅客鉄道（JR東日本）郡山駅西側市街地北西部に位置し、うねめ通り北側の国道4号あさか野バイパス沿線の一角を範囲とする。南東部を郡山市医療介護複合施設である郡山ビッグハートが占め、その周囲に住宅地が広がる。開成に所在する郡山警察署開成山交番、および堂前町に所在する郡山消防署本署がそれぞれ管轄にあたる。

## 世帯数と人口
2024年1月1日現在の世帯数と人口は以下の通りである。
| 町丁   | 世帯数  | 人口  |
| ------ | ------- | ----- |
| 上亀田 | 120世帯 | 247人 |

## 小・中学校の学区
市立小・中学校に通う場合、学区は以下の通りとなる。
| 番地 | 小学校             | 中学校                 |
| ---- | ------------------ | ---------------------- |
| 全域 | 郡山市立桑野小学校 | 郡山市立郡山第六中学校 |

## 交通

### 道路
- 国道4号あさか野バイパス
- 福島県道142号河内郡山線（うねめ通り）

## 施設等
- 郡山ビッグハート
- 郡山看護専門学校
- オリックスレンタカー 郡山うねめ通り店
- さがみ 上亀田斎場